# Krankenhaus des Nur ad-Din
Koordinaten: 33° 30′ 36,7″ N, 36° 18′ 12,5″ O

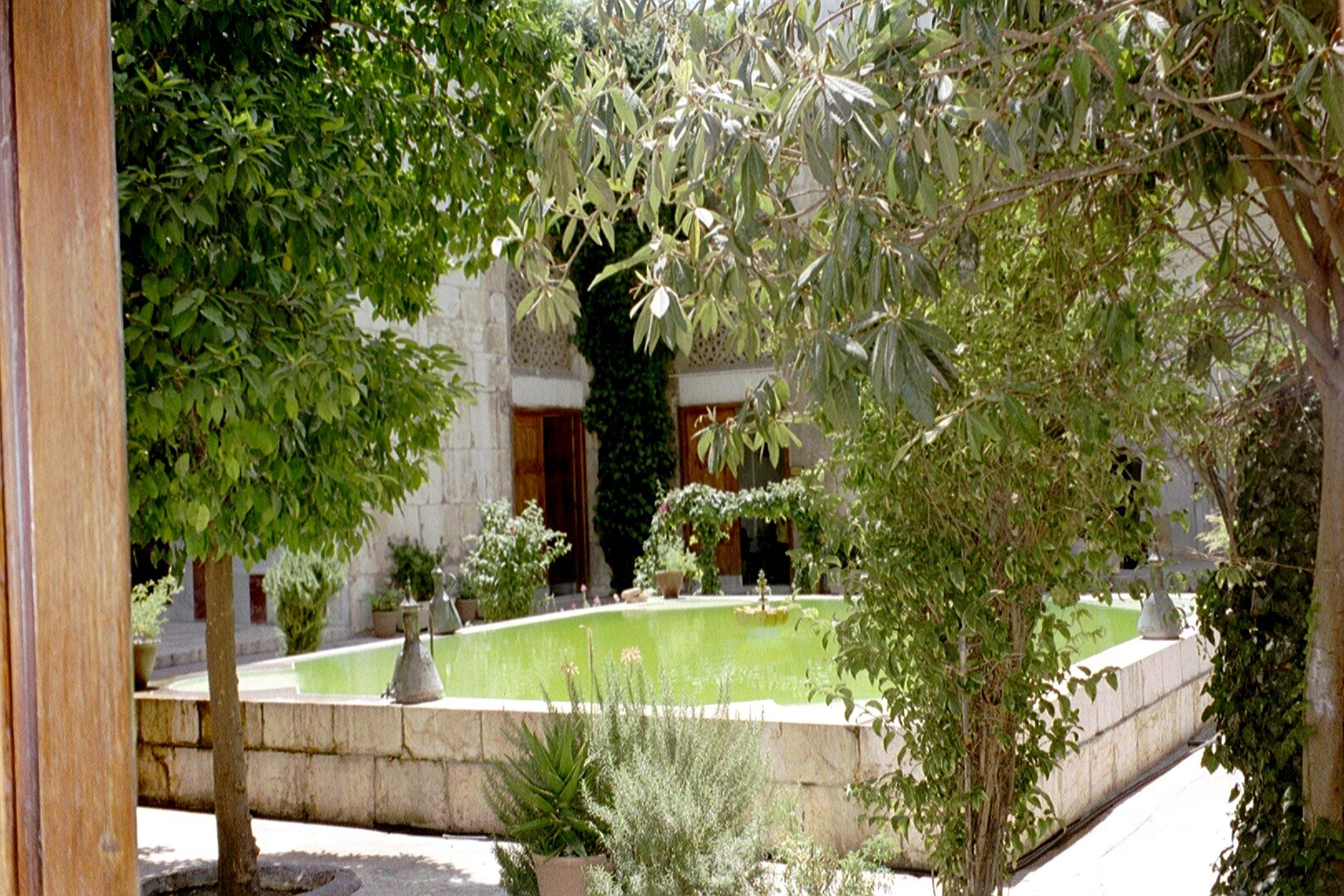
Innenhof des Bimaristan des Nur ad-Din, 2001

Das Krankenhaus des Nur ad-Din (arabisch البيمارستان النوري al-Bīmāristān an-Nūrī ‚das Krankenhaus des Nur ad-Din‘) war das älteste bekannte Krankenhaus (persisch لبيمارستان Bimārestān) in Damaskus, Syrien, errichtet im Jahr 1154 durch den zengidischen Atabeg Nur ad-Din (1118–1174). Das Gebäude des ehemaligen Krankenhauses gehört als Teil eines sozio-religiösen Baukomplexes zusammen mit einer Moschee und dem Mausoleum des Stifters zu den bedeutenden Bauwerken der Altstadt von Damaskus. Es befindet sich im Suq al-Chayattin im Stadtviertel al-Hariqa südwestlich der Umayyaden-Moschee.
Ärzte praktizierten hier nach den Regeln der arabischen Medizin, der zur damaligen Zeit fortschrittlichsten Medizin. In Westeuropa waren zu dieser Zeit die Kranken in Siechenhäusern sich selbst überlassen; ihre Betreuung war eher auf das Seelenheil ausgerichtet.
Der Grundriss basiert auf dem klassischen seldschukischen Vier-Iwan-Prinzip mit einem querrechteckigen offenen Innenhof (20 × 15 m), in dessen Mitte sich ein rechteckiges steinernes Wasserbecken (7 × 8,5 m) befindet. Der Hof wird in jeder Seitenmitte zu einem Iwan (halboffene überwölbte Halle) erweitert, der wiederum jeweils von zwei Kammern mit Kreuzgewölben flankiert ist. Der westliche Iwan besitzt ein Muqarnas-Gewölbe, der südliche Iwan mit der Mihrabnische ist mit Marmor verkleidet. Der östliche Iwan ist mit 8 × 7,5 m der größte und diente als Hörsaal. In den Wänden des Ostiwans wurden bei Restaurierungsarbeiten zwei eingebaute Bücherschränke entdeckt, in denen die von Nur ad-Din gestifteten Lehrwerke aufbewahrt worden waren.
Im Detail wurde das Nur al-Din Bimaristan 1942 vom deutschen Altorientalisten Ernst Herzfeld beschrieben. Heute wird das Gebäude als Museum für Arabische Medizin und Wissenschaft genutzt.